# Łotwa na Letniej Uniwersjadzie 2007
Łotwę na letniej uniwersjadzie w Bangkoku reprezentowało  zawodników. Łotysze zdobyli 3 medale (1 złoty, 1 srebrny, 1 brązowy)

## Medale

### Złoto
- Vadims Vasiļevskis - lekkoatletyka, rzut oszczepem

### Srebro
- Māris Urtāns - lekkoatletyka, pchnięcie kulą

### Brąz
- Ainārs Kovals - lekkoatletyka, rzut oszczepem